# Viola albida
Viola albida là một loài thực vật có hoa trong họ Hoa tím. Loài này được Palib. miêu tả khoa học đầu tiên năm 1899.

## Hình ảnh

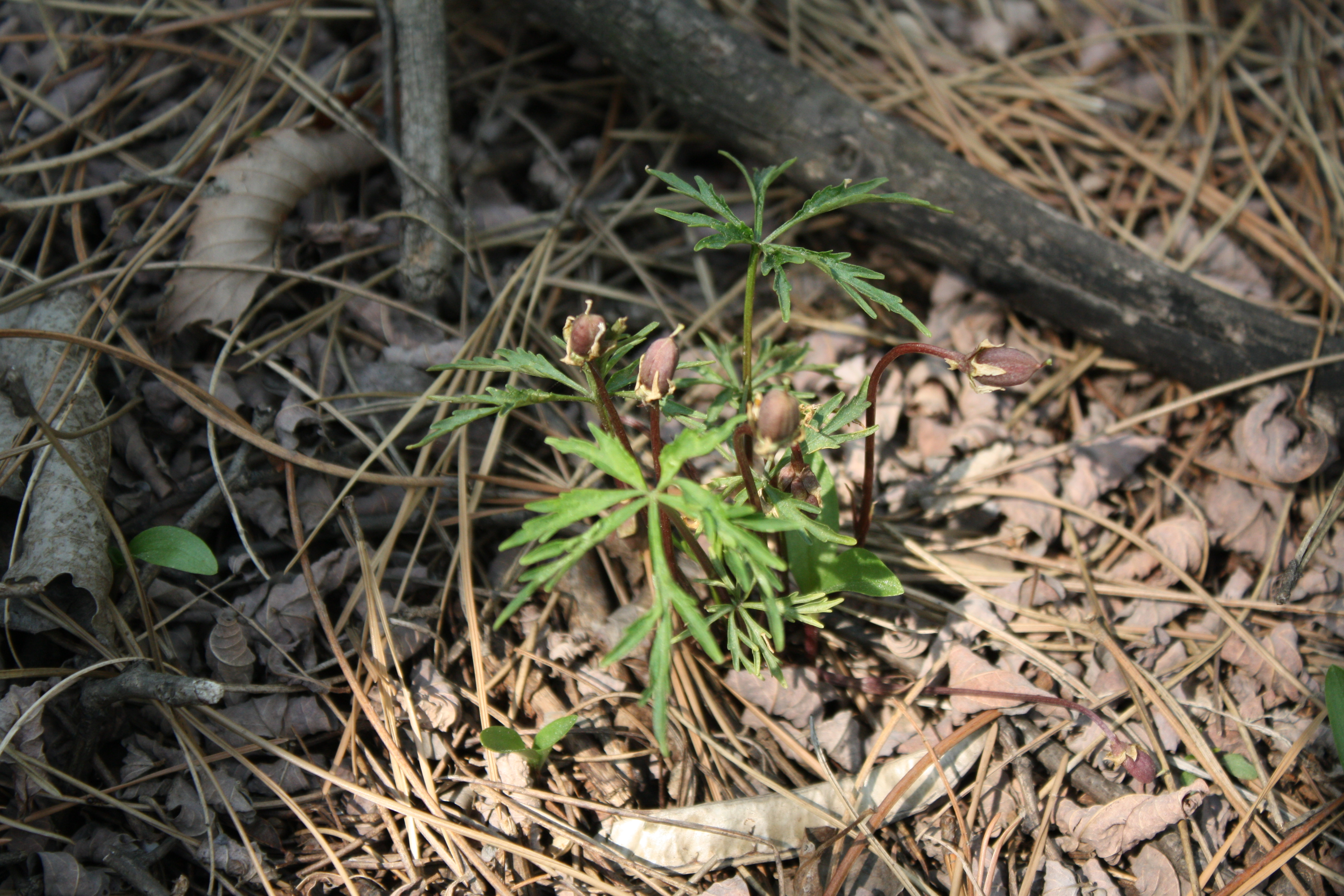
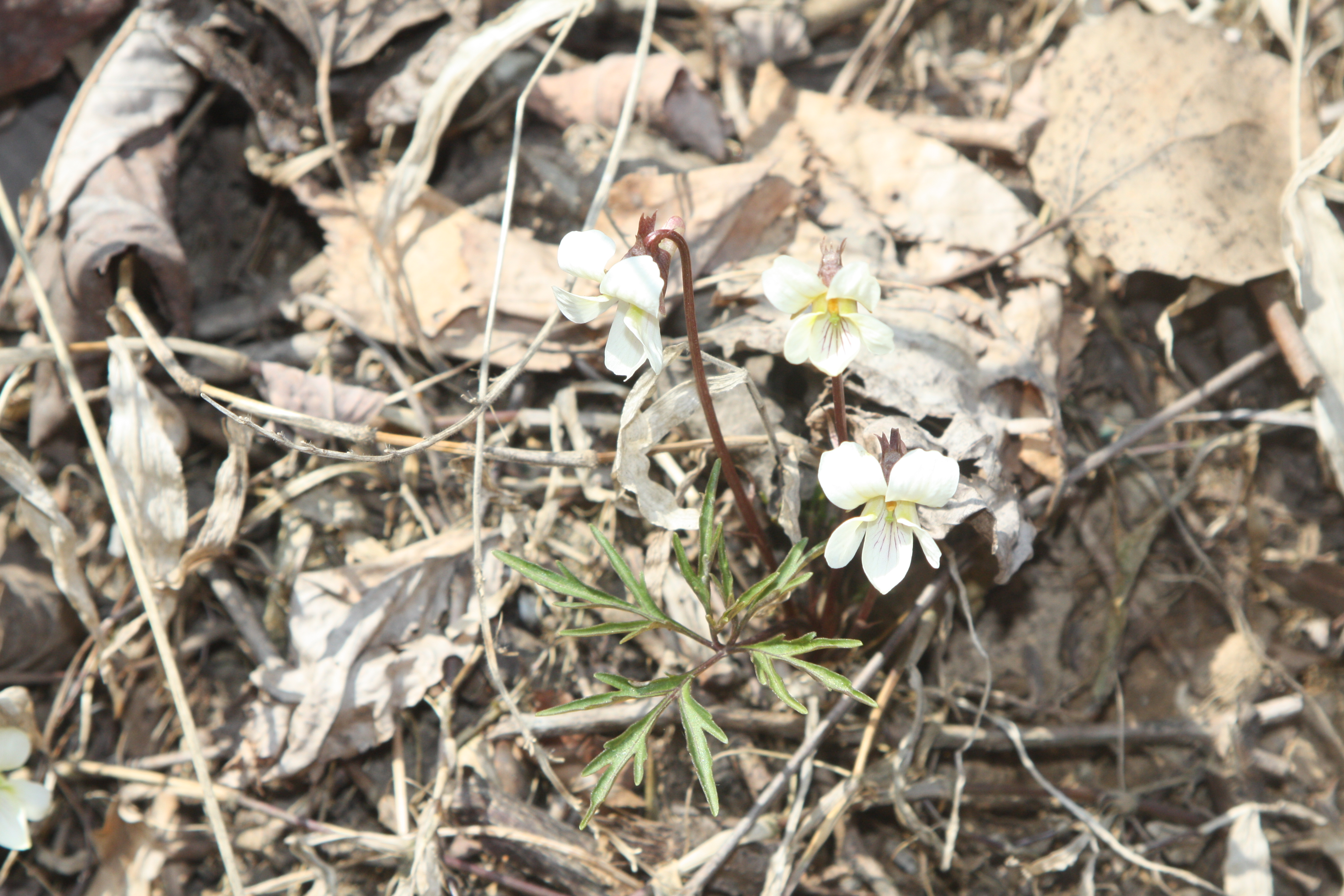
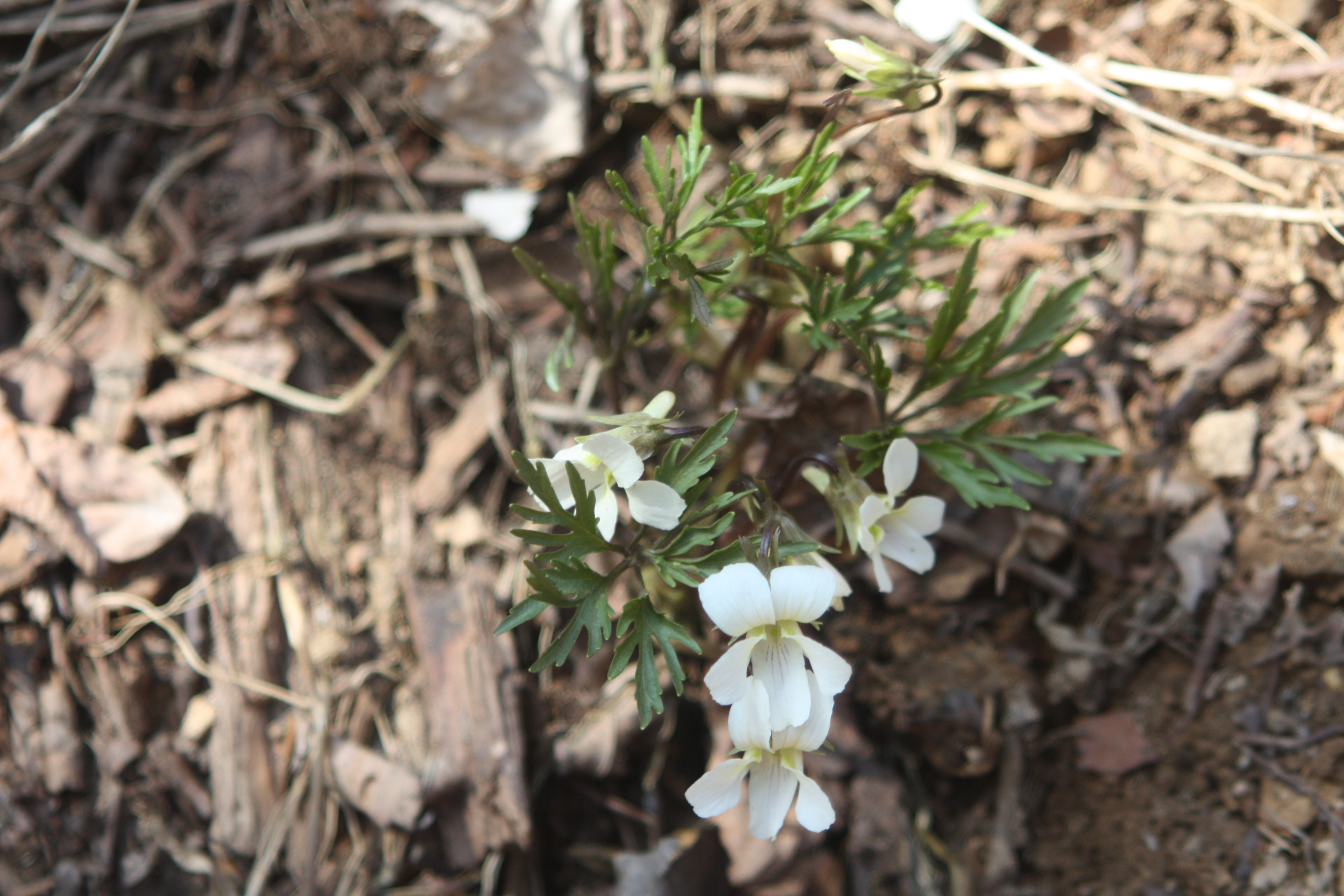
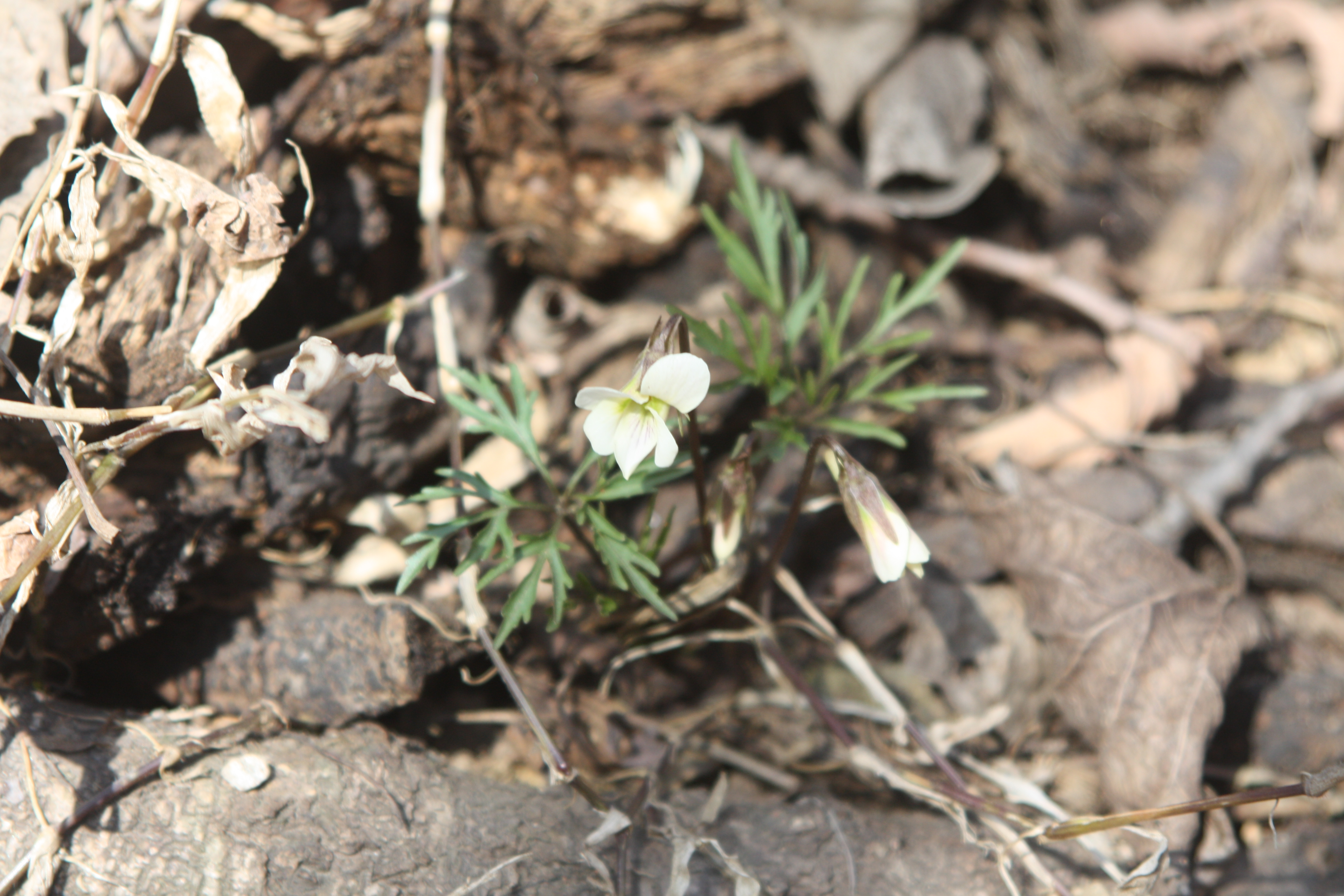